# Neasura circumducta
Neasura circumducta là một loài bướm đêm thuộc phân họ Arctiinae, họ Erebidae.